# 田布 (唐朝)
田布（785年—822年），唐平州卢龙（今河北卢龙）人，字敦礼。成德节度使田弘正子。

## 生平
初授御史中丞，入為左金吾衛將軍，拜河陽節度使。長慶初徙涇原節度使。
长庆元年（821年），父田弘正在成德节度使任上被叛将王廷凑所杀，魏博节度使李愬又病死，朝廷乃以田布为魏博节度使，使讨王廷凑。
因為他家族長期駐守魏博，深知魏州軍人难用，与妻子門客诀别而去。至镇，竭力結納將士，無奈遭田弘正寵信的都知兵馬使史憲誠出賣，要求復行「河北故事」，田布不願，但史逼害甚急，於是仰劍自刎而死。死前留書皇帝曰：「臣觀眾意，終負國恩，臣既無功，敢忘即死？伏願陛下速救光顏、元翼，不然者，義士忠臣，皆為河朔屠害。」
年三十八。以守節故，贈尚書右僕射，諡曰孝。长子田鐬后为天平節度使、檢校尚書左僕射，次子田在宥后为安南都護。